# Dicranomyia (Dicranomyia) tristina
Dicranomyia (Dicranomyia) tristina is een tweevleugelige uit de familie steltmuggen (Limoniidae). De soort komt voor in het Palearctisch gebied.